# DirectCompute
Microsoft DirectCompute – API zajmujące się obsługą GPGPU. DirectCompute stanowi część pakietu DirectX od wersji jedenastej, ale działa zarówno z procesorami graficznymi obsługującymi DirectX 11, jak i DirectX 10.